# أميان
أميان (بالفرنسية: Amiens)‏ مدينة فرنسية تقع في شمال فرنسا بالقرب من نهر السوم.

## الموقع
تعتبر أميان عاصمة مقاطعة السوم وأقليم بيكاردي, وتبعد عن مدينة باريس العاصمة بحوالي. 120 كم (75 ميل) إلى الشمال، وعن مدينة ليل ب 100 كيلومتر (62 ميل) إلى الجنوب الغربي، يقع القسم القديم من المدينة في منظقة مستنقعات ومسطحات مائية في قاع وادي نهر السوم، وهذا ما يعرّضها أحيانا قليلة للفيضانات مثل ما حدث في عام 2001.

## السكان
يبلغ عدد السكان في أميان حوالي 139,210 نسمة حسب إحصاء (2008), ويضاف في المنطقة الإدارية التابعة لها 160,815 نسمة.

## المناخ
مناخ المدينة نموذجي محيطي يتبع لمناخ المنطقة الشمالية في فرنسا. وتهطل الأمطار صيفاً وشتاء ولكن صيفها معتدل لتأثير التيارات المعتدلة التي تاتي من المحيط الأطلسي. تهب عليها موجات من البرد والصقيع في شهري يناير أو فبراير، فضلا عن بعض موجات الحرارة في فصل الصيف.

## أحياء المدينة وضواحيها
- سانت لوي: لا تزال المنطقة الأكثر شهرة في المدينة. وتقع في القسم الشمالي من أميان الشمال، ويعتبر حي سان لوي أو سانت لويس من أكثر المناطق الهامة سياحيا في فرنسا، ويضم الحي الكثير من المطاعم والمقاهي التي تقدم المأكولات القادمة من مختلف أنحاء العالم، بالإضافة إلى النوادي الليلية، ويعتبر الحي مركز هام للثقافة المحلية في أميان حيث يوجد فيه المسارح وأهمها مسرح العرائس في بيكار ومنزل القرصان الشهير لوس انجليس لادميلون ديس, كما يضم الحي كليات العلوم والحقوق والاقتصاد.
- سان موريس: يقع في الجزء الشرقي من أميان، يوجد فيه القلعة وجزء كبير من سور المدينة، ويعتبر حي سان موريس المنطقة الصناعية في أميان حيث يضم المصانع والشركات الكبرى والأبنية الضخمة. وكذلك تقع في الحي كلية الآداب.
- هينري فيليه: يقع في القسم الجنوبي من المدينة، تم معظم بنائه في القرن التاسع عشر ، وكان يعتبر مركز تجمع الطبقة البرجوازية في المدينة. تنتشر في هذا الحي البيوت الضخمة القديمة والقصور التي كانت تعود للكثير من النبلاء والإقطاعيين.
- سانت أشول: يعتبر مركز أثري لآثار عصر ما قبل التاريخ، حيث مكّنت الحفريات الأثرية من اكتشافات تعود لعصر ما قبل التاريخ، ويطلق على المنطقة أحيانا منطقة العصر ما قبل التاريخ. ويقع في حي سانت أشول الحي الإنكليزي المشهور بمنازله ذات الطابع الإنكليزي.
- و يوجد في مدينة أميان أحياء أخرى شهيرة مثل حي بيجونير في الشمال, وحي ايتوفي في الشرق، وفيكتورين أوتيير في الجنوب الشرقي من المدينة.

يوجد في أميان العديد من الأبنية القديمة والأثرية والتي تعود لفترة العصور الوسطى. كما توجد بها بعض البنايات القوطية والتي بُنيت خلال القرنين القرن الثالث عشر والقرن الرابع عشرالميلاديين. تم إعادة بناء الكثير من المدينة بعد تعرضها للدمار في الحرب العالمية الثانية (1939م –1945م).

## التاريخ
أنشأ المدينة الإمبراطور الروماني يوليوس قيصر في سنة 54ق.م، وأثناء حروبه في بلاد الغال وكان الغرض من إنشائها أن تكون مركز قيادته في هذا الموقع الذي يُعرف الآن باسم أميان. لقد نمت المدينة خلال العصور الوسطى عندما أصبحت مركزًا لصناعة النسيج. ولقد أُصيبت بأضرار جسيمة في الحرب العالمية الأولى (1914م –1918م) والحرب العالمية الثانية(1939م –1945م).

## الثقافة
تحوي المدينة الكثير من القطعات الثقافية المختلفة:
- السينما: تقوم صناعة السينما والأفلام في مدينة أميان في استوديوهات أورسون ويلز وكذلك في مركز سينما كومنت أميان للأفلام وسانت لوي.
- المتاحف: يوجد في المدينة متاحف عدة منها:

1. متحف أوتيل بيرني للفنون والتاريخ.
2. متحف بيكاردي يحتوي (قسم الآداب، وعلم الآثار وعلم الأعراق...).
3. متحف للتاريخ الطبيعي.

- المسرح: في أميان مسرح دي بيكاري، ومسرح لاميزون دي للثقافة، وخشبة لاميزون للمسارح.
- الصالات والقاعات الموسيقية: أميان بشكل عام مدينة تضم العديد من صالات وقاعات الموسيقة التي تقوم بحفلاتها على طول السنة.
- التربية والتعليم: تحوي المدينة مجموعة كبيرة من الكليات والمدارس المختلفة منها:

جامعة بيكاردي التي توفر خيارات واسعة من الدراسات المختلفة وتحوي على كلية الطب والصيدلة. وكلية القانون والسياسة والاقتصاد، وهناك كلية العلوم وكلية المعلوماتية والشركات، وأيضا فيها كلية العلوم الإنسانية والأدب واللغات، وكلية العلوم الرياضية.
ويوجد في مدينة اميان الجامعة الإسلامية للتكنولوجيا (المعهد الجامعي وتقنيات الإدارة، والمعلوماتية، والهندسة الميكانيكية، والهندسة البيولوجية، والإدارة التجارية. و كلية الآداب. ويوجد في المدينة معاهد للتمريض والعلاج الطبيعي والتدليك وأيضا كلية المعلمين.

## الاقتصاد
تعتمد مدينة أميان على السياحة في الدرجة الأولى. ومن ثم تأتي بعدها القطاعات الاقتصادية الأخرى. ففيها العديد من الصناعات الرئيسية مثل الصناعات الغذائية والأدوات المعدنية وصناعة النسيج والإطارات.

## معرض صور

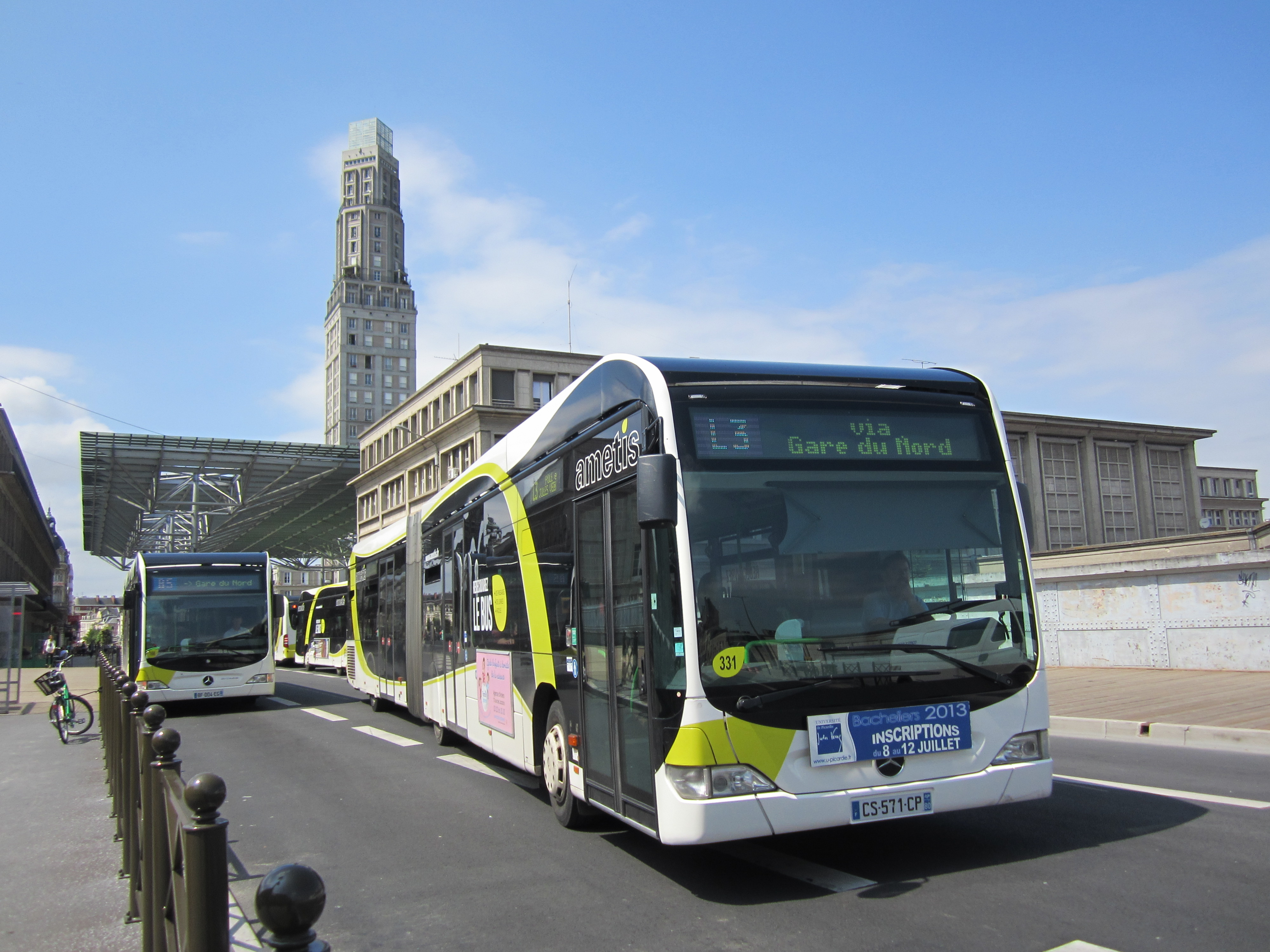
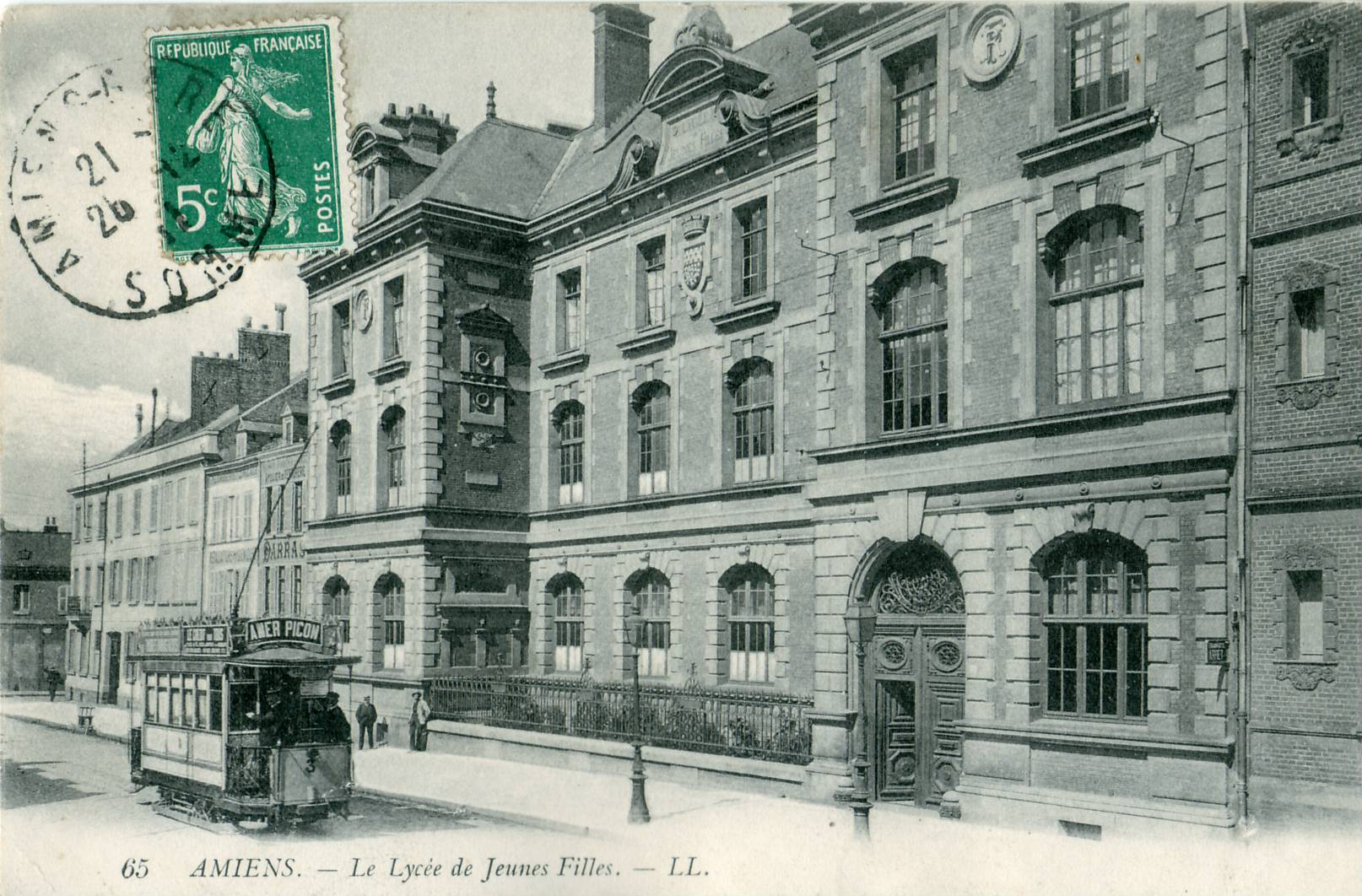
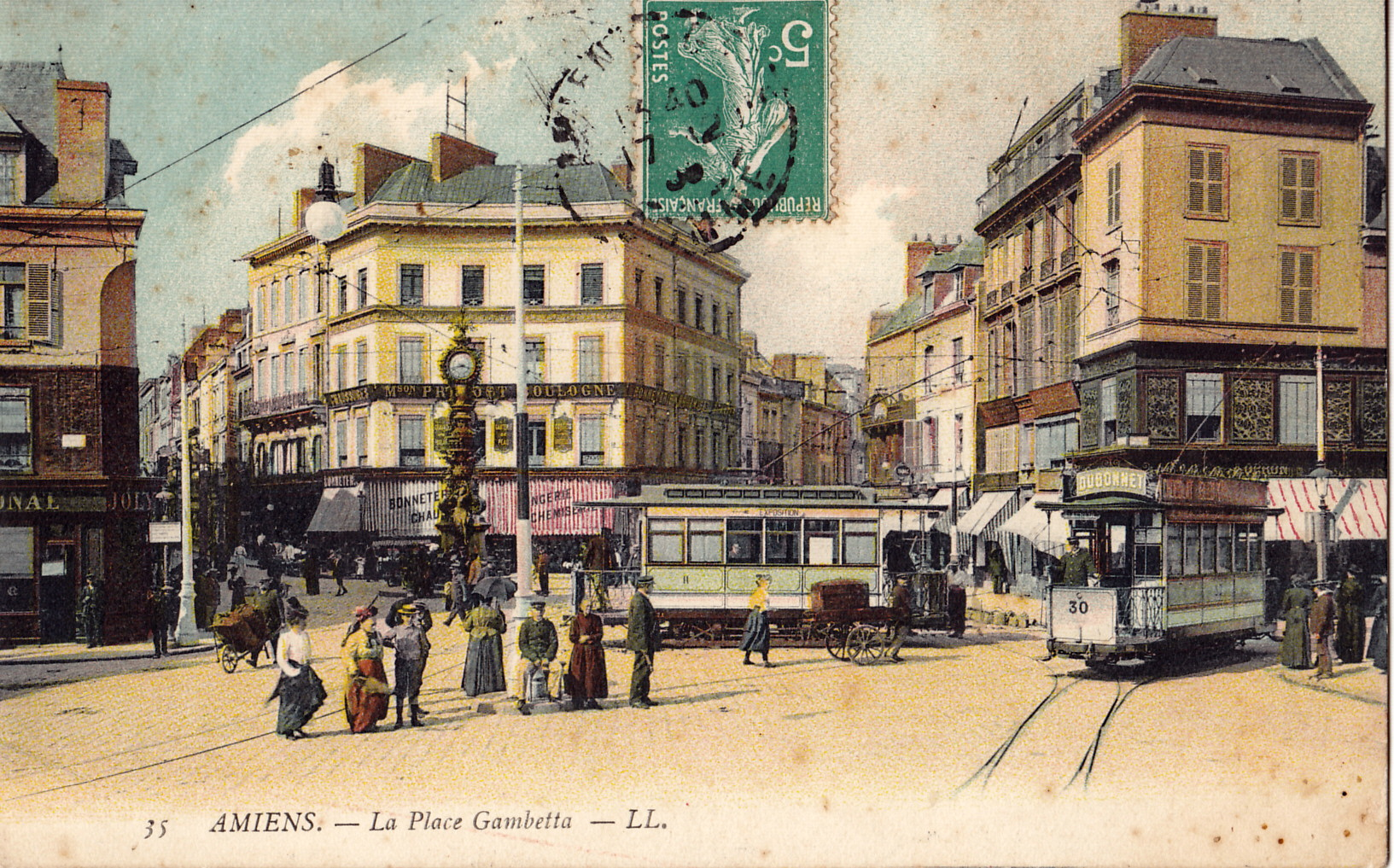

## وصلات خارجية
- الموقع الرسمي لمدينة اميان
- جامعة كلومبية[وصلة مكسورة]
- كاتدرائية اميان